# 城步巨蟹蛛
城步巨蟹蛛（学名：Heteropoda chengbuensis）为巨蟹蛛科巨蟹蛛属的动物。在中国大陆，分布于湖南等地。该物种的模式产地在湖南城步。